# Margit Carlqvist
Margit Carlqvist (Stoccolma, 11 febbraio 1932) è un'attrice svedese.
È nota soprattutto per le sue collaborazioni con Ingmar Bergman.

## Filmografia
- Verso la gioia (Till glädje), regia di Ingmar Bergman (1949)
- Sorrisi di una notte d'estate (Sommarnattens leende), regia di Ingmar Bergman (1955)
- Det sista äventyret, regia di Jan Halldoff (1974)